# Danh sách video của Michael Jackson
Ca sĩ Michael Jackson (1958–2009) lần đầu tiên xuất hiện trên sân khấu âm nhạc chuyên nghiệp từ khi 5 tuổi với vai trò thành viên của nhóm nhạc gia đình The Jackson 5, và bắt đầu sự nghiệp solo vào năm 1971, ngay từ khi vẫn còn là thành viên của nhóm này. Jackson đã quảng bá bảy trong số các album solo của mình thông qua các video âm nhạc, hay theo cách anh vẫn thường gọi, các "phim ngắn". Một số video đã nhận chỉ trích vì các yếu tố bạo lực và tình dục; trong khi nhiều video khác được giới phê bình ca ngợi và được trao Kỷ lục Thế giới Guinness nhờ độ dài, mức độ thành công, và chi phí.
Trong những năm đầu thập niên 1980, Jackson trở thành nhân vật thống trị trong nền văn hóa đại chúng và là nghệ sĩ giải trí người Mỹ gốc Phi đầu tiên có lượng người hâm mộ đông đảo trên MTV. Độ phổ biến của các video âm nhạc của anh được chiếu trên kênh truyền hình MTV như "Billie Jean", "Beat It" và "Thriller"—được ghi nhận vì đã đưa thể loại video âm nhạc từ một công cụ quảng cáo thành một hình thức nghệ thuật—đã giúp đưa danh tiếng của kênh truyền hình này lên một mức độ mới. Bên cạnh đó, thành công của những video âm nhạc này đã góp phần vào quyết định của MTV trong việc chuyển đổi trọng tâm từ format "chỉ rock 'n' roll" ban đầu sang các thể loại như pop và R&B, đồng thời cứu kênh này khỏi phá sản vì vấn đề tài chính.
Phim ngắn "Thriller" của Michael Jackson cũng đã đánh dấu sự phát triển về quy mô của các video âm nhạc và được vinh danh là video âm nhạc thành công nhất bởi Tổ chức Kỷ lục Thế giới Guinness.
Video âm nhạc dài 18 phút cho ca khúc "Bad", do Martin Scorsese đạo diễn, trong đó Jackson và Wesley Snipes đóng vai các thành viên của một băng đảng trong thành phố. Jackson đã thể hiện sự tri ân với bộ phim điện ảnh West Side Story thông qua phần vũ đạo trong video này. Đối với video cho ca khúc "Smooth Criminal", Jackson đã thử nghiệm  động tác nghiêng người phản trọng lực, trong đó người biểu diễn đã nghiêng về phía trước một góc 45 độ, vươn ra ngoài trọng tâm của chính mình. Mặc dù video âm nhạc cho ca khúc "Leave Me Alone" không được chính thức phát hành tại Mỹ, nó vẫn chiến thắng Giải Sư tử Vàng năm 1989 nhờ chất lượng hiệu ứng đặc biệt xuất sắc và một giải Grammy cho video âm nhạc xuất sắc nhất năm 1990. Jackson còn nhận Giải Video tiên phong MTV năm 1988; giải thưởng này sau đó được đổi tên thành Giải Video tiên phong Michael Jackson nhằm vinh danh anh vào năm 1991. Anh còn nhận giải MTV cho Nghệ sĩ Video tiên phong của Thập niên vào năm 1990.

## Danh sách video âm nhạc

### Thập niên 1970
| Tiêu đề                          | Năm  | Các nghệ sĩ biểu diễn cùng | Đạo diễn     | Mô tả | Nguồn                |
| -------------------------------- | ---- | -------------------------- | ------------ | --- | -------------------- |
| "Don't Stop 'Til You Get Enough" | 1979 | Không                      | Nick Saxton  | Video âm nhạc đầu tiên của Michael Jackson với tư cách nghệ sĩ solo, trong đó Jackson mỉm cười, nhảy múa và hát ca khúc "Don't Stop 'Til You Get Enough" trong trang phục tuxedo đen trắng thắt nơ đen. Hình ảnh nam ca sĩ được ghép vào một phông nền với các hình hình học trừu tượng. Video có một cảnh Jackson đang thực hiện nhảy ba điệu, kỹ thuật được coi là sáng tạo vào thời điểm đó. | [ 11 ] [ 12 ] [ 13 ] |
| "Rock with You"                  | 1979 | Không                      | Bruce Gowers | Video có hình ảnh Jackson trong bộ đồ đính sequin lấp lánh đang thể hiện bài hát với tia laze sáng phía sau. Video được quay trên Sân khấu 800 ở Los Angeles. | [ 11 ] [ 14 ]        |

### Thập niên 1980

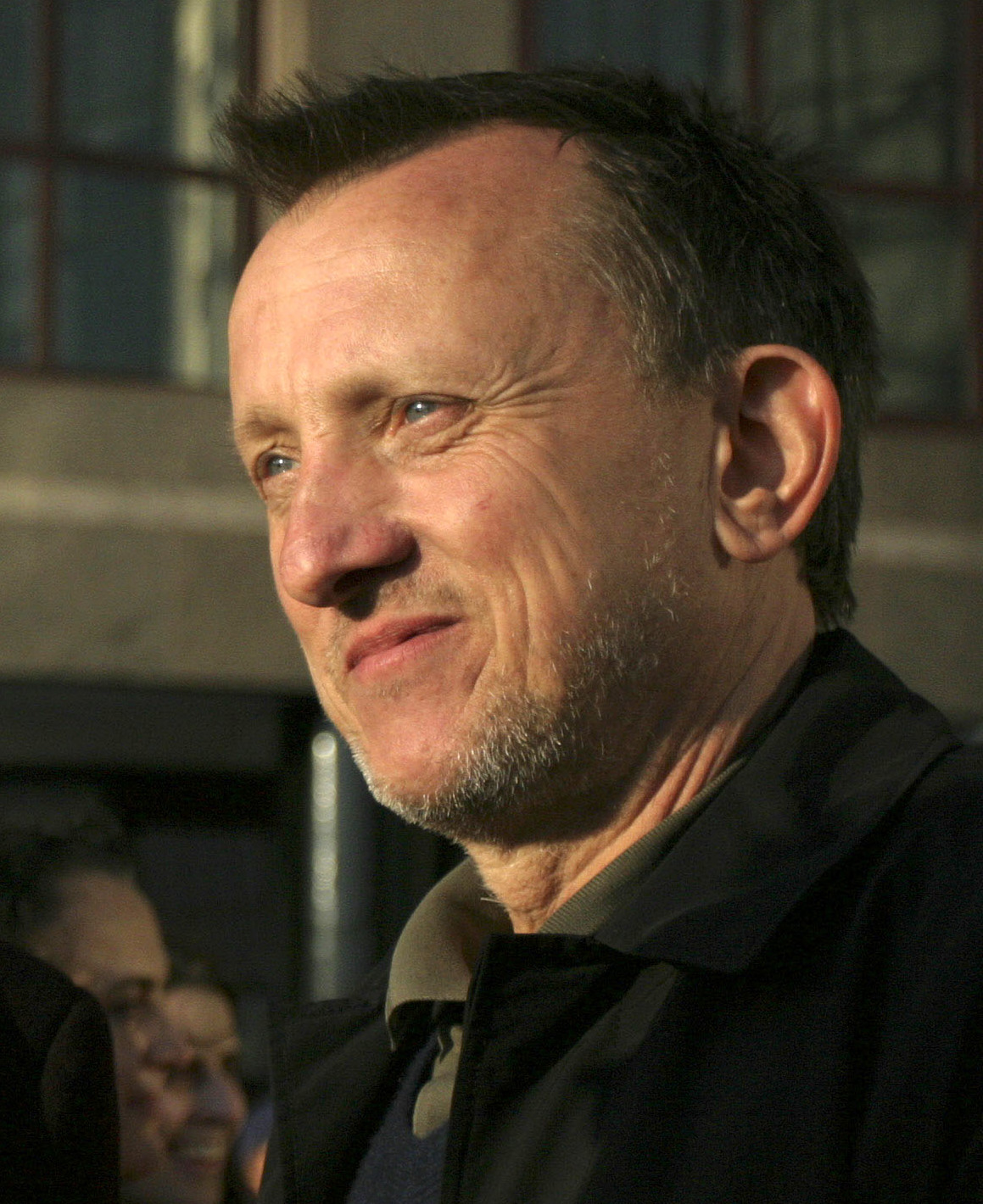
Steve Barron, đạo diễn video âm nhạc "Billie Jean"

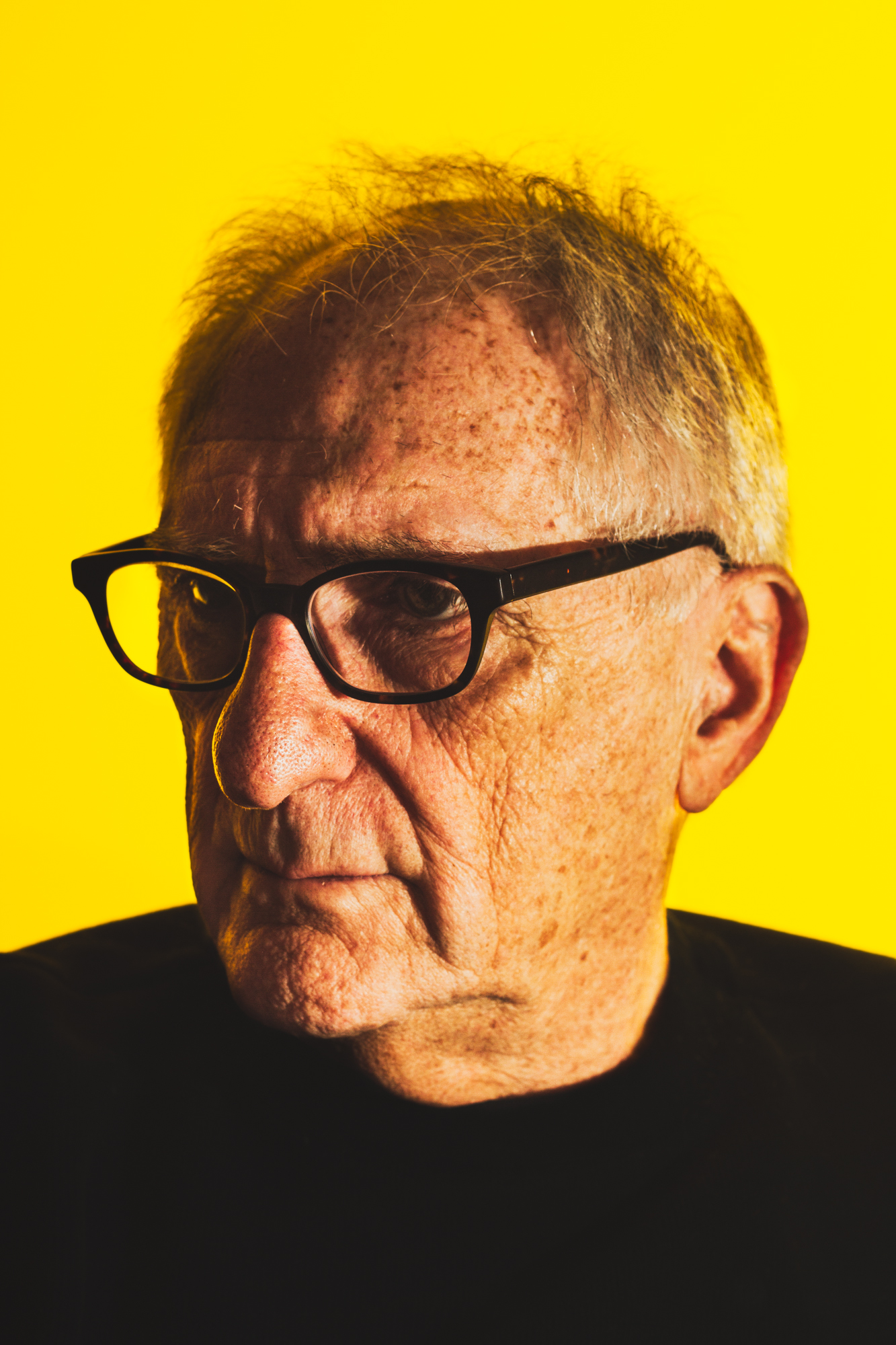
Bob Giraldi, đạo diễn các video âm nhạc "Beat It", "Say Say Say" và "The Girl Is Mine"

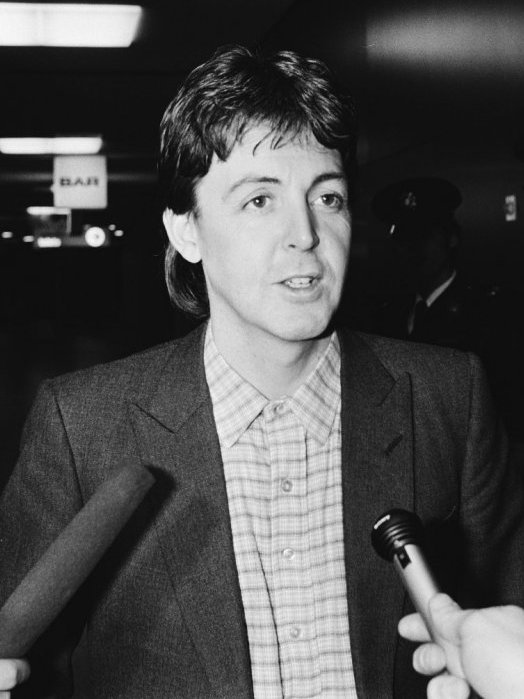
Paul McCartney xuất hiện trong video âm nhạc "Say Say Say".

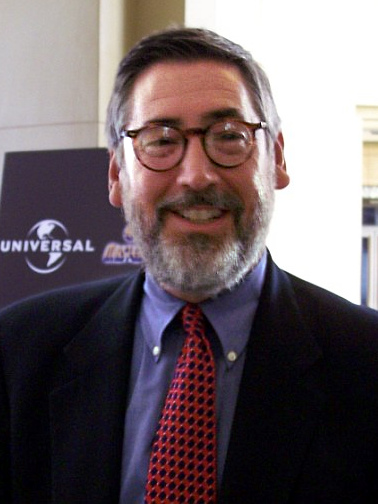
John Landis, đạo diễn video âm nhạc "Thriller" và "Black or White"

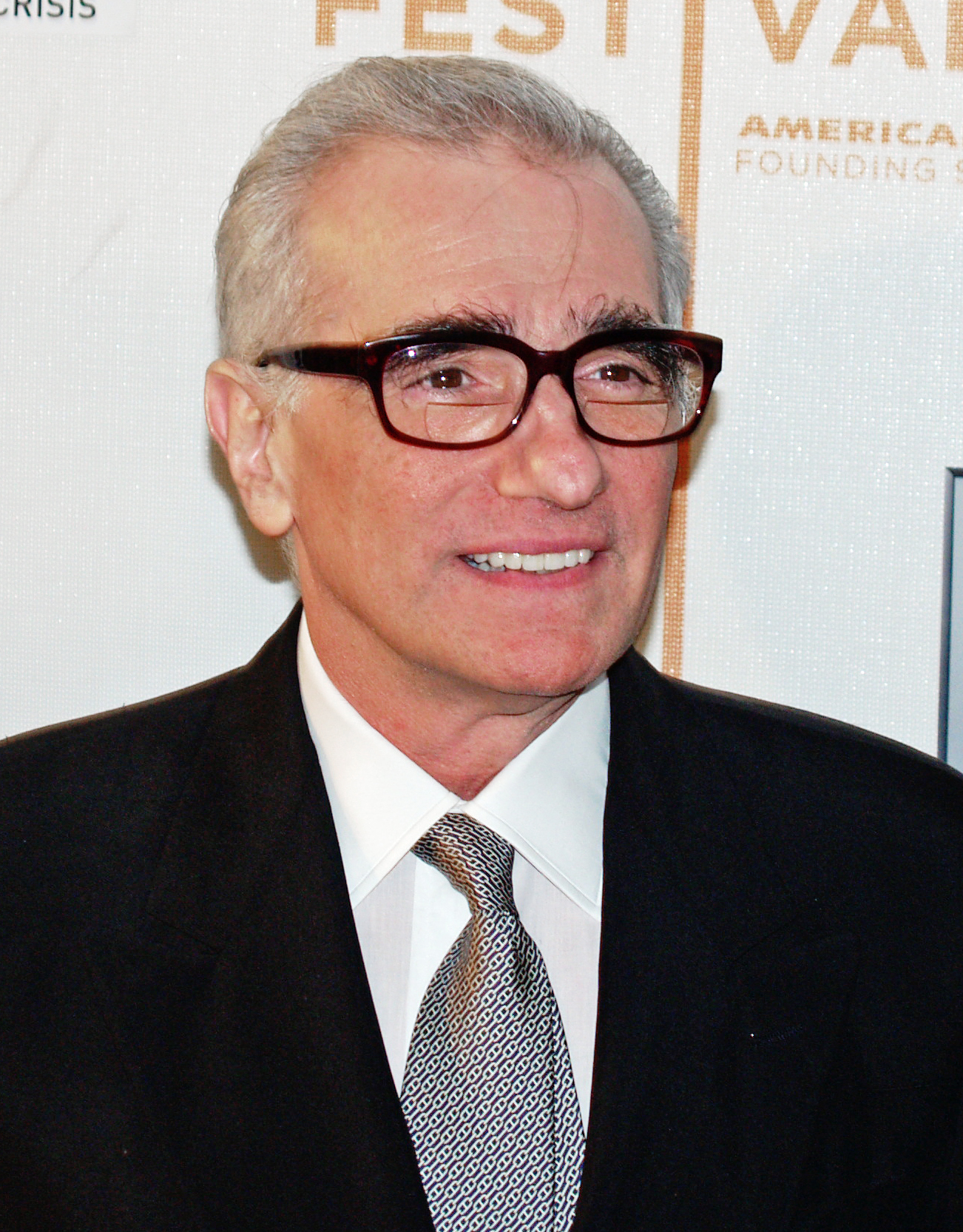
Martin Scorsese, đạo diễn video âm nhạc "Bad"

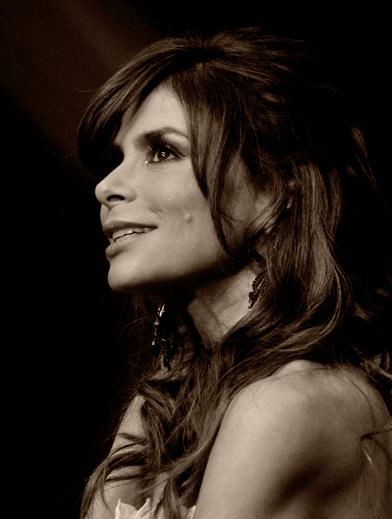
Paula Abdul xuất hiện trong video âm nhạc "Liberian Girl".

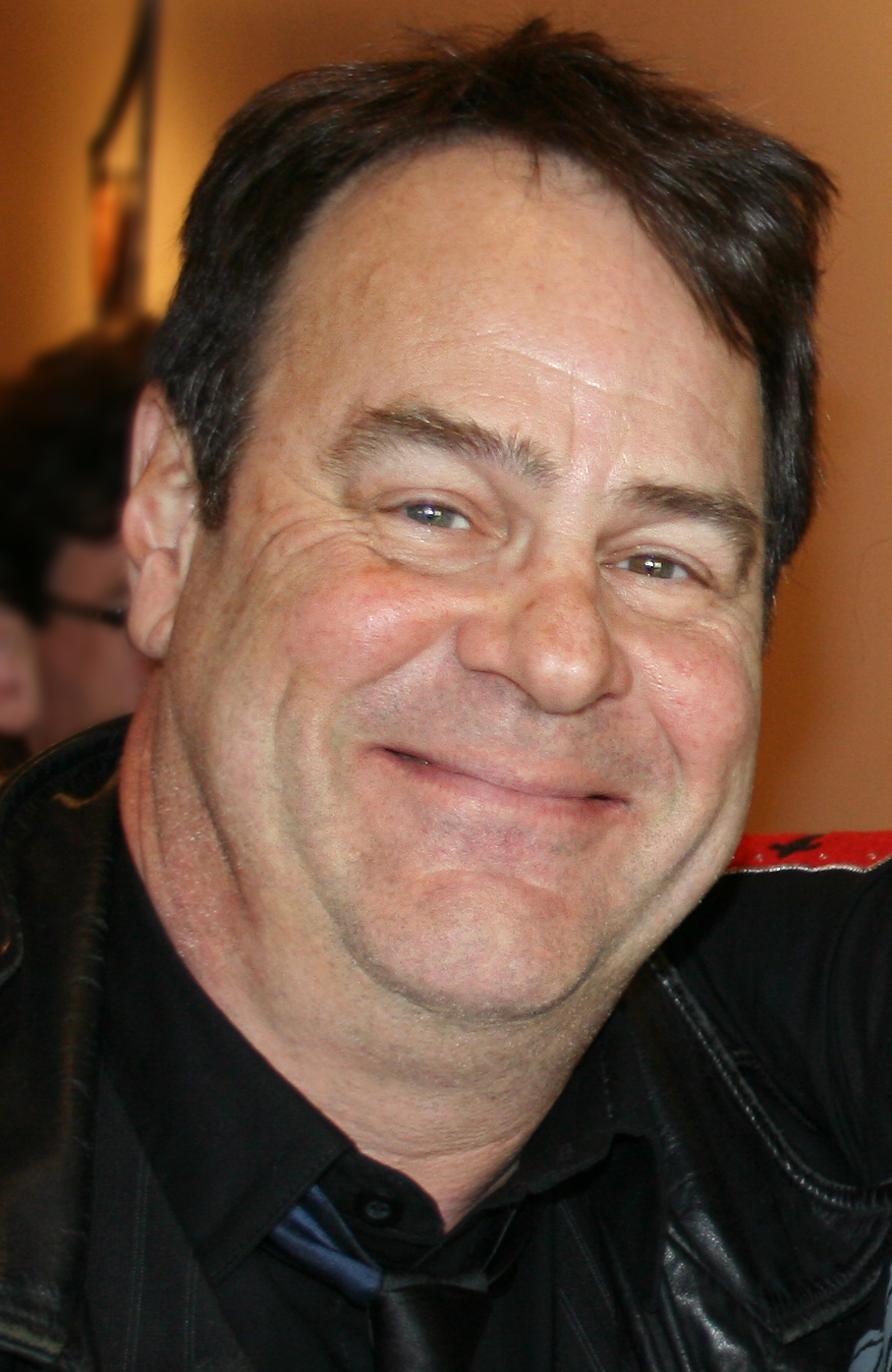
Dan Aykroyd xuất hiện trong video âm nhạc "Liberian Girl".

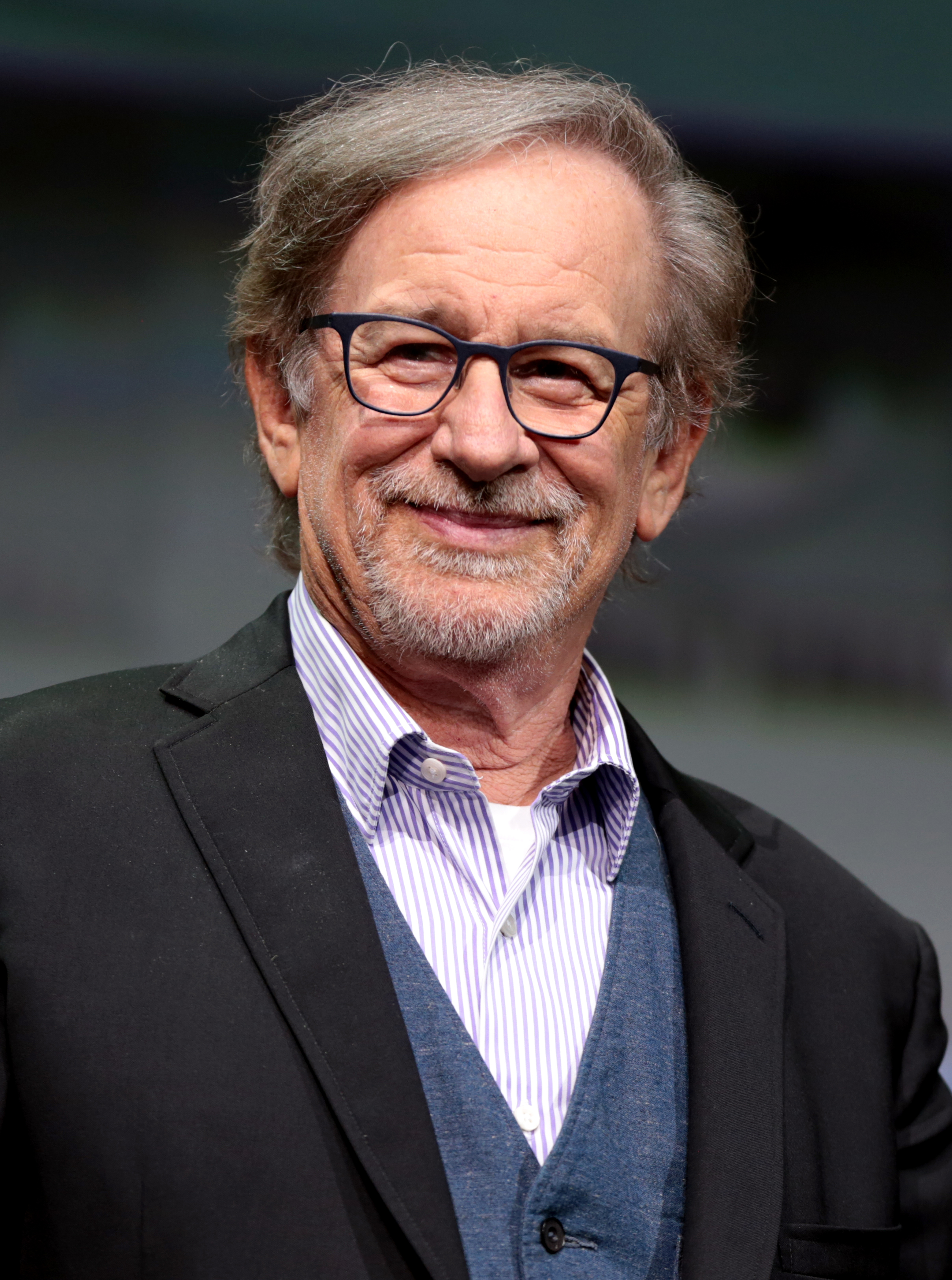
Steven Spielberg xuất hiện trong video âm nhạc "Liberian Girl".

| Tiêu đề                    | Năm  | Các nghệ sĩ biểu diễn cùng                               | Đạo diễn                    | Mô tả | Nguồn                              |
| -------------------------- | ---- | -------------------------------------------------------- | --------------------------- | --- | ---------------------------------- |
| "She's Out of My Life"     | 1980 | Không                                                    | Bruce Gowers                | Video âm nhạc của bài hát có cảnh Jackson ngồi trên một chiếc ghế đẩu trong một căn phòng tối, với nguồn sáng duy nhất đến từ ánh đèn sân khấu, và hát. Sử dụng kĩ thuật chia màn hình, video cho thấy hình ảnh Jackson từ hai góc quay khác nhau đồng thời ở đoạn thứ hai và thứ ba của bài hát. | [ 11 ] [ 15 ]                      |
| "Billie Jean"              | 1983 | Không                                                    | Steve Barron                | Phim ngắn sản xuất cho ca khúc "Billie Jean" được cho là đã giúp MTV, khi đó mới chỉ là một kênh âm nhạc khá mới và ít người biết đến, trở thành một kênh truyền hình chính thống. Đây là một trong những video đầu tiên của một nghệ sĩ da đen được phát sóng thường xuyên trên kênh này, do ban lãnh đạo lúc bấy giờ của kênh cho rằng âm nhạc của người da màu chưa đủ chất "rock". | [ 11 ] [ 16 ] [ 17 ]               |
| "Beat It"                  | 1983 | Không                                                    | Bob Giraldi                 | Video âm nhạc của ca khúc "Beat It" đã giúp Jackson khẳng định bản thân với tư cách một biểu tượng nhạc pop quốc tế. Video tốn của Jackson 150.000 USD để sản xuất, sau khi đài CBS từ chối tài trợ. Video được quay tại khu Skid Row, Los Angeles, chủ yếu tại phố East 5th. | [ 11 ] [ 18 ] [ 19 ] [ 20 ]        |
| "Say Say Say"              | 1983 | Paul McCartney                                           | Bob Giraldi                 | Trong "phim ngắn" này, bộ đôi nghệ sĩ đóng vai "Mac và Jack", một cặp lừa đảo bán "thần dược". Được quay ở Los Alamos gần Santa Barbara, California, video tốn 500.000 USD để sản xuất với sự xuất hiện của Linda, người sau này trở thành vợ của Paul McCartney, và chị gái của Jackson, La Toya. | [ 21 ] [ 22 ] [ 23 ] [ 24 ]        |
| "Thriller"                 | 1983 | Không                                                    | John Landis                 | Được phát hành hơn một năm sau album phòng thu, Thriller là một trong những video âm nhạc thành công nhất của Jackson. Video được quay tại Nhà hát Palace ở trung tâm thành phố Los Angeles. Nghệ sĩ Ola Ray đóng vai người yêu của Jackson. Vũ điệu thây ma trong video vẫn là điệu nhảy Halloween được yêu thích cho đến ngày nay. | [ 11 ] [ 25 ]                      |
| "We Are the World"         | 1985 | USA for Africa                                           | Tom Trbovich                | Video âm nhạc này chiếu cảnh Jackson cùng với các thành viên khác của siêu nhóm nhạc United Support of Artists (USA) for Africa thu âm đĩa đơn từ thiện trong phòng thu. | [ 26 ] [ 27 ]                      |
| "Bad"                      | 1987 | Không                                                    | Martin Scorsese             | Video là một bộ phim ngắn dài 18 phút được viết bởi tiểu thuyết gia kiêm nhà biên kịch Richard Price viết kịch bản. Jackson vào vai một học sinh trường tư thục tên là Darryl, đang ở nhà trong kì nghỉ. Darryl gặp lại những người bạn cũ của mình, bao gồm cả một thủ lĩnh băng đảng, Mini Max, do Wesley Snipes thủ vai. Darryl muốn chứng minh với bạn bè rằng trường tư thục đã không thay đổi con người anh ấy - anh ấy vẫn là một "người xấu". Để có thể làm được điều đó, anh đưa bạn bè của mình đến một ga tàu điện ngầm để cướp của một người đàn ông lớn tuổi; tuy nhiên sau đó Darryl đã thay lòng đổi dạ và Mini Max đã trừng phạt anh ta vì điều đó. Cảnh quay tiếp theo là hình ảnh Darryl bị bao vây bởi một băng nhóm khác, tất cả đều hoà vào giai điệu bài hát và nhảy để chứng minh "Ai mới là kẻ xấu". | [ 11 ] [ 28 ] [ 29 ]               |
| "The Way You Make Me Feel" | 1987 | Không                                                    | Joe Pytka                   | Phiên bản ngắn của video dài 6 phút 34 giây; phiên bản đầy đủ dài 9 phút 33 giây. Đoạn video bắt đầu với cảnh một nhóm đàn ông cố gắng thu hút sự chú ý của những người phụ nữ. Nhân vật của Jackson dường như nổi bật so với nhóm, thể hiện qua cách thu hút sự chú ý của các nhân vật nữ. Cựu người mẫu Tatiana Thumbtzen đóng vai người yêu của Jackson trong video. Sau khi Jackson theo đuổi cô gái một cách tinh nghịch trong suốt video và quyến rũ cô ấy qua điệu nhảy, video kết thúc với cảnh họ ôm nhau nồng nhiệt. Joe Seneca và Sean Cheesman đóng các vai phụ trong video. | [ 30 ]                             |
| "Man in the Mirror"        | 1988 | Không                                                    | Donald Wilson               | Video này có điểm khác biệt so với những video khác của Jackson vì anh không trực tiếp xuất hiện, ngoại trừ một đoạn clip ngắn ở cuối video, khi anh mặc một chiếc áo khoác đỏ và đứng lẫn giữa đám đông lớn. Video chứa một đoạn phim về trẻ em ở Châu Phi, Martin Luther King Jr., Mẹ Teresa, Mahatma Gandhi, Nelson Mandela, các trẻ em tại lễ tốt nghiệp, cùng một số nhân vật lịch sử khác. | [ 11 ] [ 31 ] [ 32 ]               |
| "Dirty Diana"              | 1988 | Không                                                    | Joe Pytka                   | Joe Pytka là đạo diễn của video âm nhạc dài năm phút cho bài hát này. Video có sự góp mặt của người mẫu Lisa Dean. Một video khác đi kèm dài bảy phút ghi lại buổi biểu diễn trực tiếp (không phải là video chính) được quay vào đầu năm 1988 trước các khán giả tại buổi biểu diễn của Jackson tại Madison Square Garden. | [ 33 ]                             |
| "Another Part of Me"       | 1988 | Không                                                    | Patrick Kelly               | Video ghi lại hình ảnh Jackson đang biểu diễn ca khúc trực tiếp tại Tour diễn Bad. Video được quay vào ngày 22 tháng 7 năm 1988 tại Sân vận động Wembley, cùng một số cảnh ngắn được quay tại các show diễn ngày 27-28 tháng 6 tại Sân vận động Parc des Princes ở Paris vàSân Volksparkstadion ở Hamburg vào ngày 1/7. | [ 11 ] [ 34 ]                      |
| "Smooth Criminal"          | 1988 | Không                                                    | Colin Chilvers              | Trong video âm nhạc này, Michael Jackson và các vũ công xung quanh đã thực hiện động tác nghiêng người về phía trước dường như không tưởng. Để thực hiện thao tác này, một cơ chế móc do Jackson đồng sáng chế đã được tích hợp vào sàn sân khấu và giày của những người biểu diễn, cho phép họ nghiêng người mà không cần phải giữ trọng tâm trực tiếp trên chân. | [ 11 ] [ 34 ]                      |
| "Speed Demon"              | 1988 | Không                                                    | Jerry Kramer Will Vinton    | Jackson đã quay một video quảng bá cho ca khúc này, lần đầu tiên ra mắt công chúng với tư cách là một phân đoạn trong bộ phim tuyển tập Moonwalker (1988). Video do Will Vinton đạo diễn, ông cũng là đồng sản xuất cùng với Jerry Kramer, Michael Jackson và Frank Dileo. | [ 35 ]                             |
| "Come Together"            | 1988 | Không                                                    | Jerry Kramer Colin Chilvers | Jackson đã quay một video quảng bá cho ca khúc này, lần đầu tiên ra mắt công chúng với tư cách là một phân đoạn trong bộ phim tuyển tập Moonwalker (1988). | [ 36 ]                             |
| "Leave Me Alone"           | 1988 | Không                                                    | Jim Blashfield              | Ra mắt trong bối cảnh sự tức giận và thái độ chống đối giới truyền thông của Jackson đang lên cao, video là hình ảnh nam ca sĩ đang đi qua một ngôi nhà vui nhộn gồm đầy những mẩu báo đưa tin về các hành vi lập dị của anh ấy. Video mất chín tháng để sản xuất: cảnh quay đã quay được cắt thành những ảnh tĩnh, sau đó được chỉnh sửa thành hoạt ảnh chuyển động dạng stop-motion. | [ 11 ] [ 37 ]                      |
| "2300 Jackson Street"      | 1989 | The Jacksons Marlon Jackson Janet Jackson Rebbie Jackson | Greg Gold                   | Video có sự góp mặt của hầu hết các thành viên gia đình Jackson, bao gồm cả Michael. Một số cảnh quay chứa hình ảnh gia đình Jackson chơi bi-a và anh em nhà Jackson chơi bóng đá. Gia đình Jackson cũng cùng thể hiện bài hát cùng nhau. Video được quay vào tháng 3 năm 1989 tại Hayvenhurst, Encino, Los Angeles. | [ 38 ] [ 39 ] [ 40 ] [ 41 ] [ 42 ] |
| "Liberian Girl"            | 1989 | Không                                                    | Jim Yukich                  | Video âm nhạc có sự góp mặt của nhiều người bạn nổi tiếng của Jackson—Paula Abdul, Dan Aykroyd, Danny Glover, Steven Spielberg, John Travolta, Olivia Newton-John, cùng một số người khác. Họ tập hợp tại một phòng thu để ghi hình video âm nhạc cho ca khúc "Liberian Girl", và cuối cùng nhận ra rằng chính Jackson là người đang quay phim họ. | [ 43 ]                             |

### Thập niên 1990

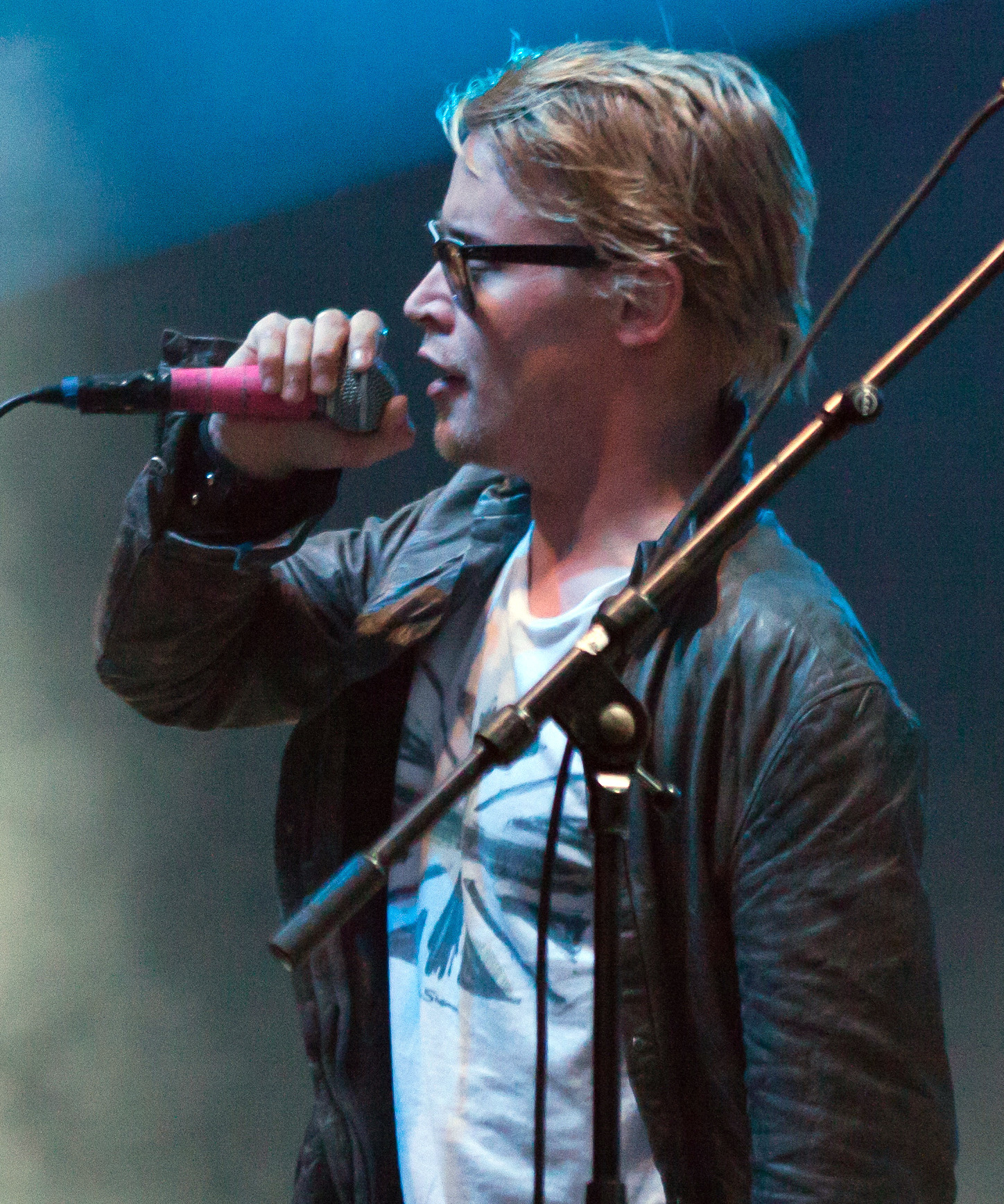
Macaulay Culkin xuất hiện trong video âm nhạc của bài hát "Black or White".

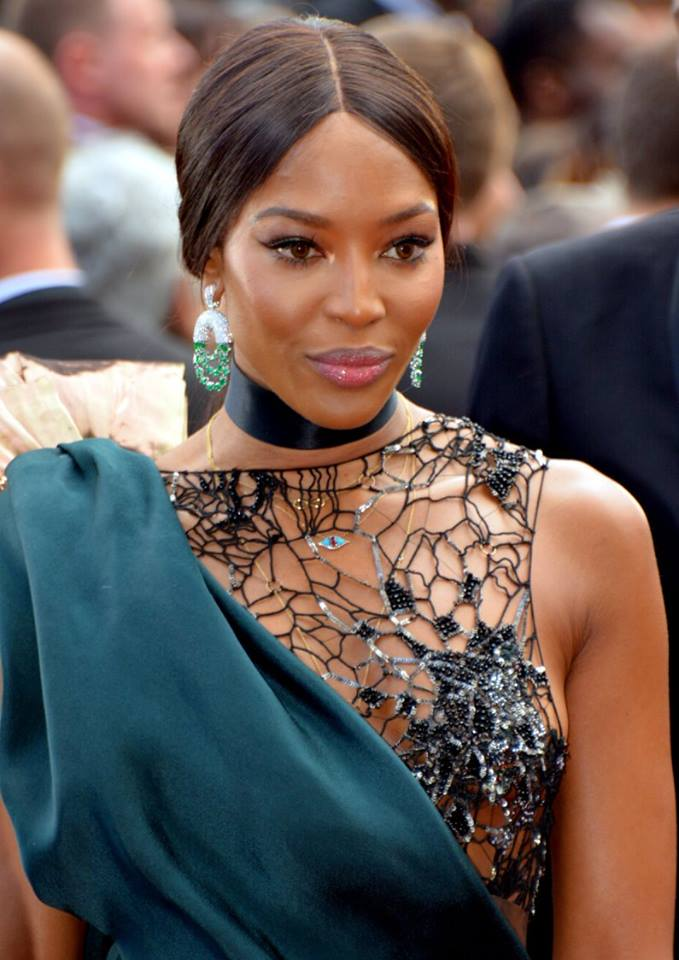
Naomi Campbell xuất hiện trong video âm nhạc của bài hát "In The Closet".

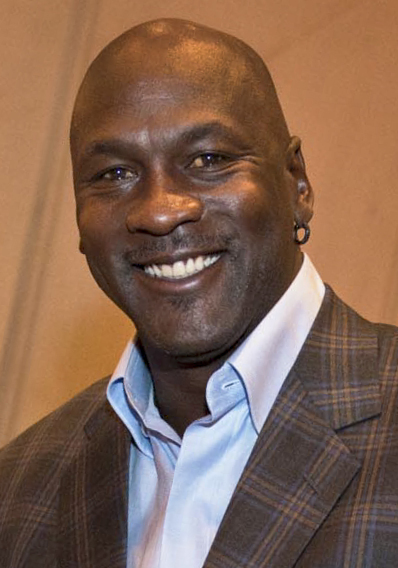
Michael Jordan xuất hiện trong video âm nhạc của bài hát "Jam".

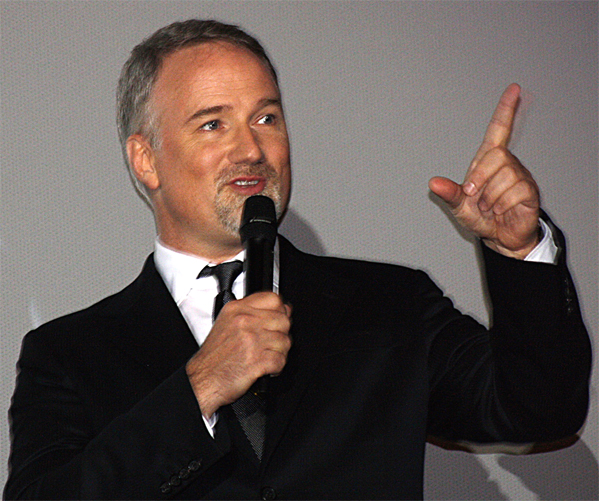
David Fincher, đạo diễn video âm nhạc của bài hát "Who Is It"

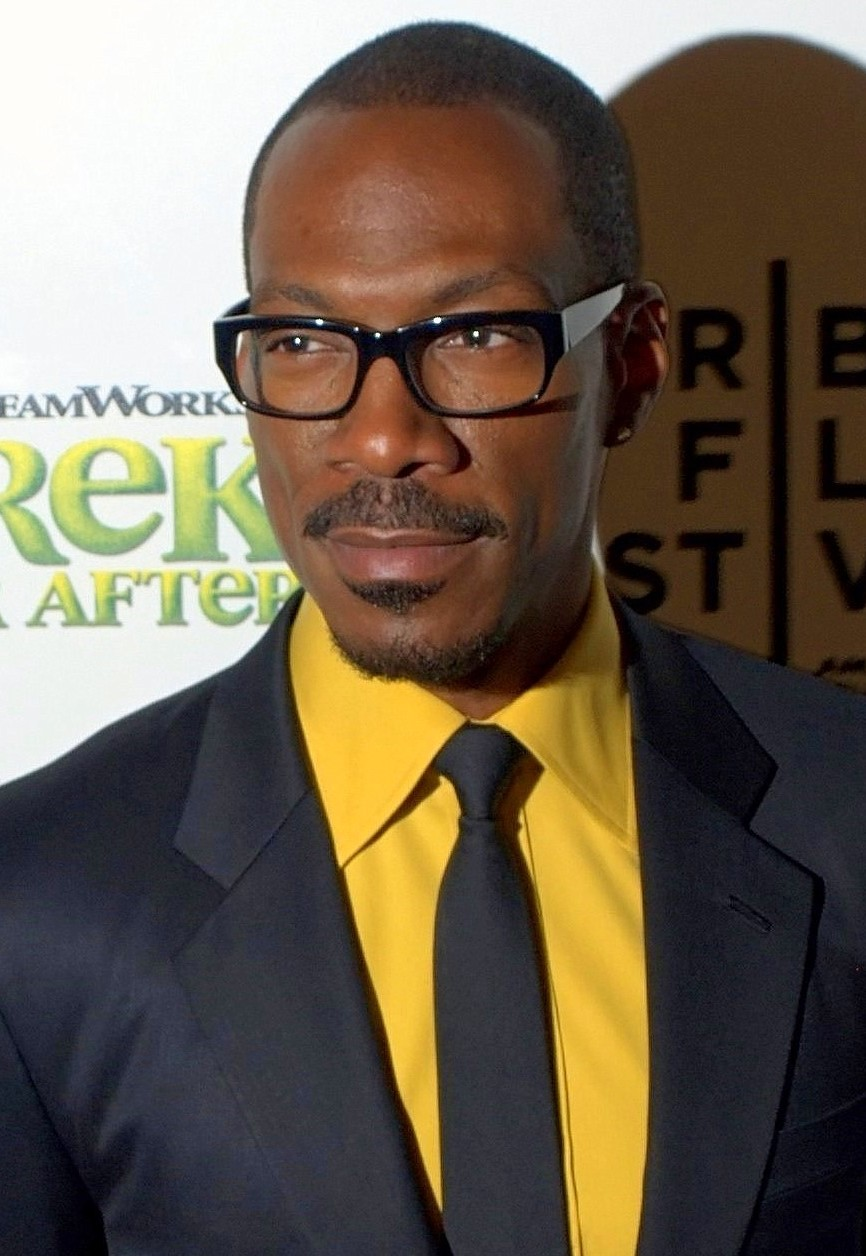
Eddie Murphy xuất hiện trong video âm nhạc của bài hát "Whatzupwitu" và xuất hiện với tư cách khách mời trong video "Remember the Time".

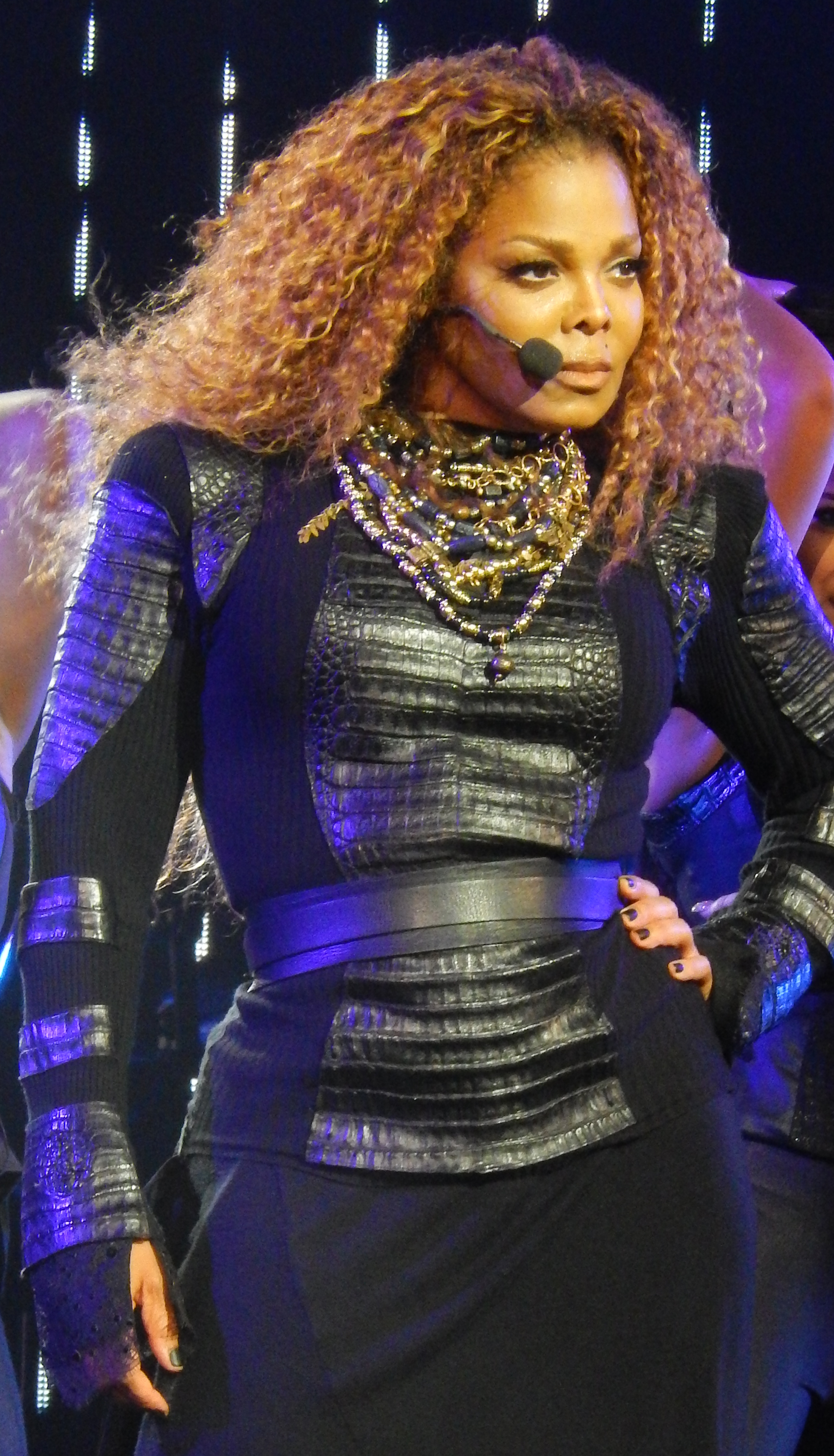
Janet Jackson xuất hiện trong video âm nhạc của bài hát "Scream".

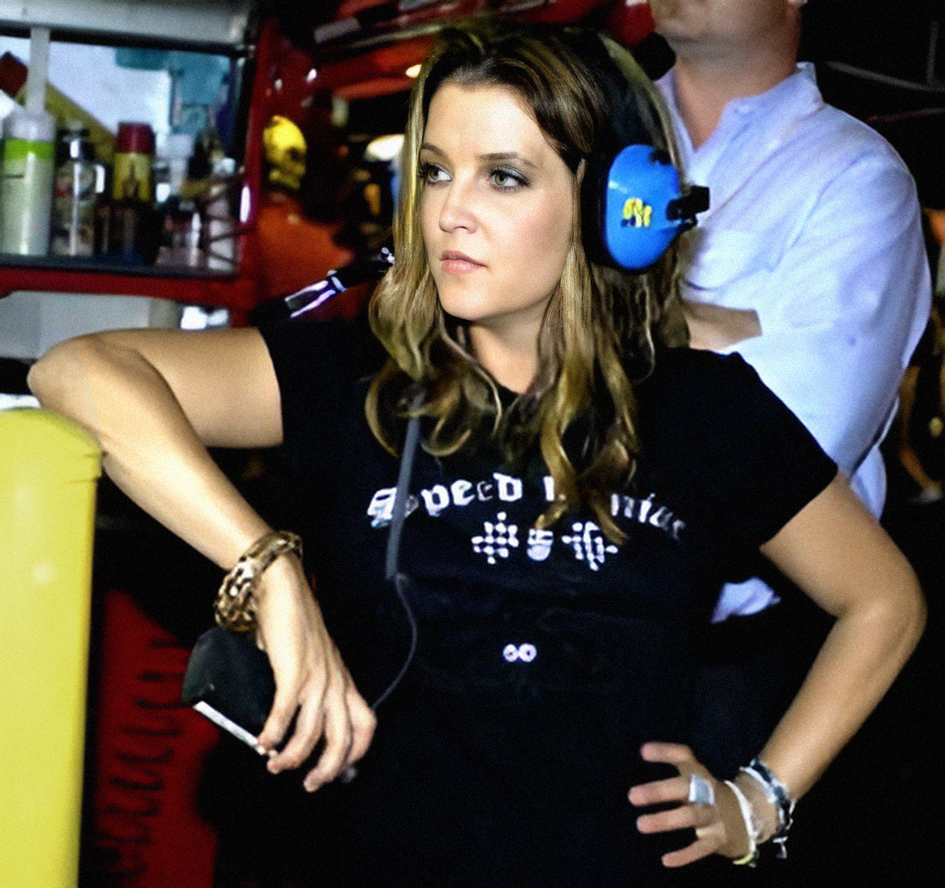
Lisa Marie Presley xuất hiện trong video âm nhạc của bài hát "You Are Not Alone".

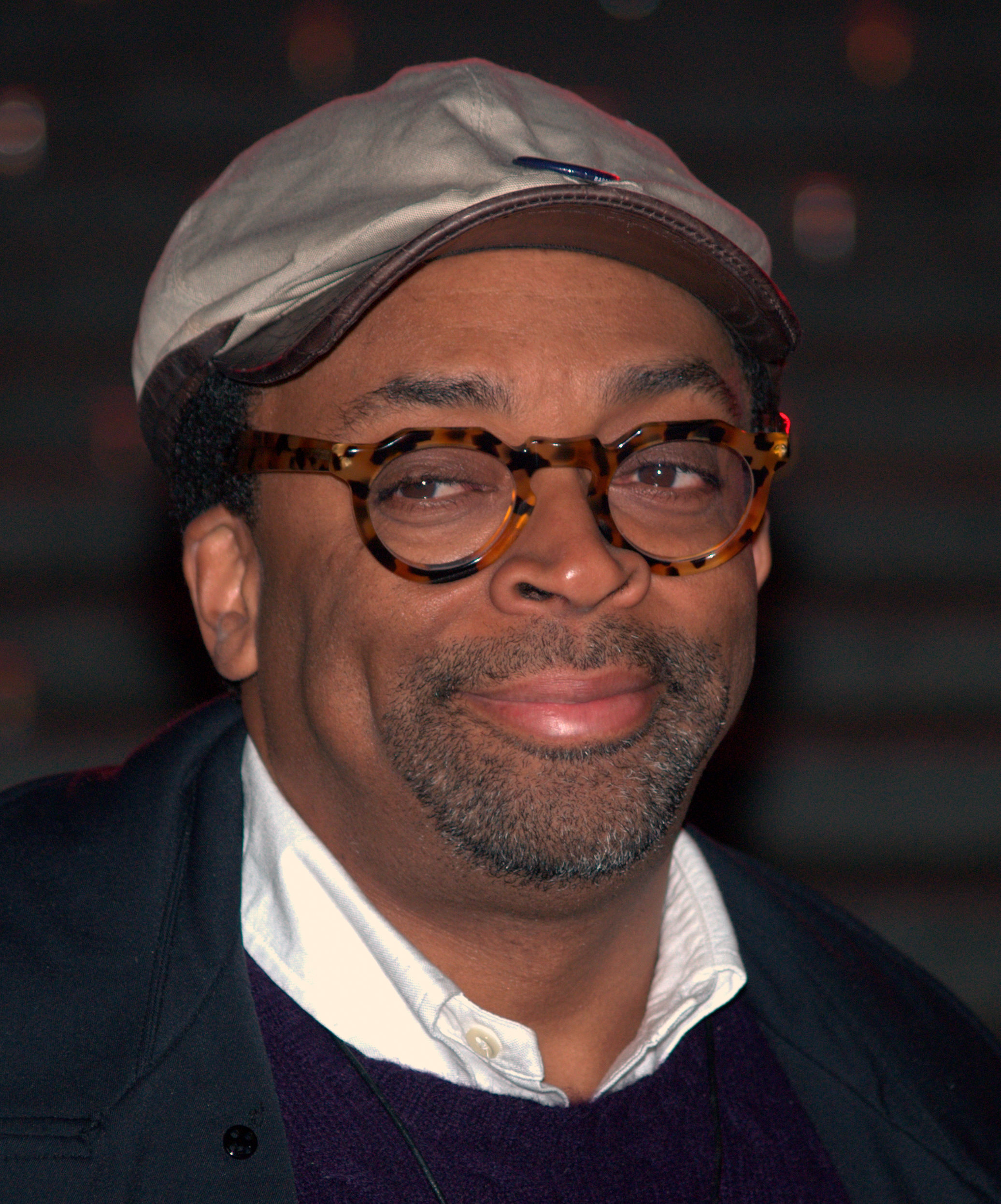
Spike Lee, đạo diễn của video âm nhạc cho bài hát "They Don't Care About Us"

| Tiêu đề                                       | Năm  | Các nghệ sĩ biểu diễn cùng | Đạo diễn                         | Mô tả | Nguồn                       |
| --------------------------------------------- | ---- | -------------------------- | -------------------------------- | --- | --------------------------- |
| "Black or White"                              | 1991 | Không                      | John Landis                      | The video features Macaulay Culkin, Tess Harper, and George Wendt. This was the second time John Landis and Jackson worked together, the previous time being Thriller. Vincent Paterson choreographed it. | [ 11 ] [ 44 ]               |
| "Remember the Time"                           | 1992 | Không                      | John Singleton                   | A nine-minute video directed by John Singleton and promoted as a "short film" was released to promote Dangerous. Choreographed by Fatima Robinson, it is set in ancient Egypt and features what has been described as "elaborate special effects" and appearances by Eddie Murphy, Iman, The Pharcyde, Magic Johnson, Tom "Tiny" Lister, Jr., and Wylie Draper. The video features Jackson's first on-screen kiss, with Iman as Nefertiti.                                                                                | [ 11 ] [ 45 ] [ 46 ] [ 47 ] |
| "In the Closet"                               | 1992 | Không                      | Herb Ritts                       | This sepia-colored music video features Jackson performing sensual dance routines with supermodel Naomi Campbell. The spoken vocals by Princess Stéphanie of Monaco were re-recorded by Campbell for the video. The clip was filmed in Salton Sea, California. | [ 11 ] [ 48 ]               |
| "Who Is It"                                   | 1992 | Không                      | David Fincher                    | In the music video, Jackson is featured falling in love with a high-priced escort and staring sadly at the city skyline. | [ 11 ] [ 49 ]               |
| "Jam"                                         | 1992 | Heavy D                    | David Kellogg                    | Rap duo Kris Kross and Michael Jordan make cameo appearances in the video. Both Jordan and Jackson teach one another their special talents—Jordan's basketball skills and Jackson's "moonwalk". | [ 11 ] [ 50 ] [ 51 ]        |
| "Heal the World"                              | 1992 | Không                      | Joe Pytka                        | The music video features children living in countries suffering from civil unrest, especially Burundi. It is also one of only a handful that does not feature Jackson. | [ 52 ]                      |
| "Give In to Me"                               | 1993 | Không                      | Andy Morahan                     | Shot in Munich, Germany, this features Jackson performing the song on stage at an indoor rock concert with ex-Living Color bassist Muzz Skillings, Guns N' Roses guitarists Slash and Gilby Clarke, and the band's touring keyboardist Teddy Andreadis. | [ 53 ]                      |
| "Will You Be There"                           | 1993 | Không                      | Vincent Paterson                 | The music video features Jackson performing the song during his Dangerous World Tour and footage from Free Willy. A second video, also directed by Vincent Paterson, appeared initially in Dangerous: The Short Films and contained the full length of MTV's 10th Anniversary special performance of the song intercut with the Dangerous World Tour footage and footage of Jackson's fans. | [ 54 ] [ 55 ]               |
| "Whatzupwitu"                                 | 1993 | Eddie Murphy               | Wayne Isham Klasky Csupo         | Jackson and Murphy instantly materialize from a cosmic cloud in this video. The pair playfully sing and dance as peace signs and music notes scroll across the screen behind them. This was the second time Murphy and Jackson had worked together, the first being for the music video for "Remember the Time". | [ 56 ] [ 57 ]               |
| "Gone Too Soon"                               | 1993 | Không                      | Bill DiCicco                     | The footage in the music video features scenes of Jackson and Ryan White together, as well as brief coverage of White's funeral. Home movies, provided by White's mother Jeanne, are also seen in the short film. | [ 58 ] [ 59 ]               |
| "HIStory Teaser"                              | 1995 | Không                      | Rupert Wainwright                | This served as a promotional music video for Michael Jackson's HIStory: Past, Present and Future, Book I studio album. | [ 60 ]                      |
| "Scream"                                      | 1995 | Janet Jackson              | Mark Romanek                     | The music video is 4 minutes and 46 seconds long and was choreographed by Travis Payne, LaVelle Smith Jr., Tina Landon, Sean Cheesman, and Sacha Lucashenko. It features a dystopic, playful spaceship dance-off between Jackson and his sister Janet. The video cost $7 million to make. | [ 11 ] [ 61 ]               |
| "Childhood"                                   | 1995 | Không                      | Nick Brandt                      | Jason James Richter and Francis Capra, actors from the movie Free Willy 2, both make a cameo appearance in the video. | [ 62 ]                      |
| "You Are Not Alone"                           | 1995 | Không                      | Wayne Isham                      | The video features temple scenes that are an homage to Maxfield Parrish's 1922 painting Daybreak and theater scenes that were filmed at the Pantages Theatre, in Los Angeles. Lisa Marie Presley, Jackson's wife at the time, appears in an affectionate semi-nude scene with him. | [ 63 ]                      |
| "Earth Song"                                  | 1995 | Không                      | Nick Brandt                      | The video was filmed in three geographic regions (the Americas, Europe, and Africa). The first location is the Amazon rainforest; the natives who appear in the video are not actors. The second scene is a war zone in Karlovac, Croatia, with Croatian actor Slobodan Dimitrijević and the area's residents. Tanzania is the third location, where scenes of illegal poaching and hunting are incorporated into the video. The final location is in Warwick, New York, where a forest fire is simulated in a cornfield. | [ 64 ] [ 65 ]               |
| "Why"                                         | 1996 | 3T                         | Ralph Ziman                      | The video featured 3T and Jackson and is shot in black and white. It was released in Michael Jackson's box set, Michael Jackson's Vision. | [ 66 ]                      |
| "They Don't Care About Us" (Brazil Version)   | 1996 | Không                      | Spike Lee                        | This video is one of two made for the single. The first was filmed in Salvador (Pelourinho) and Rio de Janeiro. Jackson collaborated with 200 members of the cultural group Olodum, who "sway ... to the heavy beat of Salvador's samba-reggae music". There is a short (4 min.) and extended version (7 min.) of this video. The extended version of this video, which features more scenes of Olodum playing music with Jackson, was first included in the 1997 video album HIStory on Film, Volume II.                 | [ 11 ] [ 67 ]               |
| "They Don't Care About Us" (Prison Version)   | 1996 | Không                      | Spike Lee                        | One of two music videos made for the single, this one was filmed in a prison. Jackson is seen handcuffed. It also contains actual footage of police attacking African Americans, the military crackdown against the protest in Tiananmen Square, the Ku Klux Klan, war crimes, genocide, execution, martial law, and other human rights abuses. | [ 68 ] [ 69 ]               |
| "Stranger in Moscow"                          | 1996 | Không                      | Nick Brandt                      | Shot in Los Angeles, this video is based on Jackson's personal life, portraying him walking around looking for new people to talk to, which he did in real life. | [ 70 ] [ 71 ]               |
| "Blood on the Dance Floor"                    | 1997 | Không                      | Michael Jackson Vincent Paterson | In the video, Jackson shows sexual attraction towards a dancing woman in a salsa dance hall. Carmit Bachar, a member of The Pussycat Dolls, is featured as a dancer. | [ 72 ] [ 73 ]               |
| "Blood on the Dance Floor (Refugee Camp Mix)" | 1997 | Không                      | Michael Jackson Vincent Paterson | Released on May 20, 1997, as part of the HIStory on Film, Volume II video album. Second music video for "Blood on the Dance Floor" featuring shots not seen in the original video. | [ 72 ] [ 73 ]               |
| "HIStory (Tony Moran's HIStory Lesson)"       | 1997 | Boyz II Men                | Unknown                          | The video features scenes from Jackson's short film Ghosts and live performances from the Bad World Tour and the Dangerous World Tour. | [ 74 ]                      |
| "Ghosts"                                      | 1997 | Không                      | Stan Winston                     | Four-minute cut-down of Jackson's 1996 short film of the same name. In the video, Jackson plays an eccentric man with supernatural powers trying to be forced out of a small town by its residents and judgmental mayor (also played by Jackson). | [ 75 ]                      |

## DVD video ca nhạc
| Năm  | DVD video                                                                           | Certifications (sales thresholds) |
| ---- | ----------------------------------------------------------------------------------- | --- |
| 1988 | Moonwalker - Released: 1 tháng 1 năm 1989 - Format: VHS and DVD                     | - US: 8× Multi-Platinum - CAN: 4× Platinum |
| 1993 | Dangerous – The Short Films - Released: 23 tháng 11 năm 1993 - Format: VHS and DVD  | - US: 2× Multi-Platinum - GER: Platinum - AUS: 2× Platinum - ARG: Platinum                                                                                     |
| 1995 | Video Greatest Hits – HIStory - Released: 20 tháng 6 năm 1995 - Format: VHS and DVD | - US: 5× Multi-Platinum - FRA: Diamond - GER: 3× Gold - AUS: 5× Platinum - ARG: Platinum (it has got another Platinum award as Video Greatest Hits) - AU: Gold |
| 1997 | HIStory on Film, Volume II - Released: 20 tháng 5 năm 1997 - Format: VHS and DVD    | - US: 3× Multi-Platinum - FRA: 3× Platinum - GER: Platinum - AUS: 7× Platinum - BRA: Gold - ARG: Platinum                                                      |
| 1997 | Ghosts - Released: 21 tháng 7 năm 1997 - Format: VHS and DVD                        | - FRA: 2× Platinum |
| 2001 | HIStory on Film I & II - Released: 16 tháng 11 năm 2001 - Format: DVD               | - FRA: Gold - AUS: Platinum |
| 2003 | Number Ones - Released: 18 tháng 11 năm 2003 - Format: DVD                          | - US: 4× Multi-Platinum - FRA: 2× Platinum - AUS: 16× Platinum - ARG: Platinum - POL: Gold - NZ: 6× Platinum                                                   |
| 2004 | The One - Released: 9 tháng 3 năm 2004 - Format: DVD                                | - US: Gold - FRA: 2× Platinum - AUS: Gold - ARG: Platinum |
| 2005 | Live in Bucharest: The Dangerous Tour - Released: 26 tháng 7 năm 2005 - Format: DVD | - US: Gold - FRA: 3× Platinum - AUS: 9× Platinum - ARG: Platinum - POL: Platinum - NZ: 3× Platinum                                                             |
| 2008 | Live In Japan - Released: 12 tháng 12 năm 2008 - Format: DVD                        | - ARG: Platinum |